# Satava
Satava est une île de l'archipel finlandais et un quartier situés à 6 km au sud du centre de Turku en Finlande. 

## Présentation
L'île est située entre Hirvensalo et Kakskerta.
En plus de l'île de Satava, le quartier de Satava comprend les îles de Kulho et de Järvistensaari.